# Peter Jeffrey (Badminton)
Peter Jeffrey (* 28. Juli 1975) ist ein englischer Badmintonspieler.

## Karriere
Peter Jeffrey konnte nie einen nationalen Titel in England erringen, war jedoch international überaus erfolgreich. Er siegte unter anderem bei den French Open, Mauritius International, Czech International, Slovak International, Welsh International, Iceland International, Spanish International, Scottish Open, Bulgarian International, Irish Open und Dutch International.

## Sportliche Erfolge
| Saison | Veranstaltung           | Disziplin    | Platz | Name                             |
| ------ | ----------------------- | ------------ | ----- | -------------------------------- |
| 1997   | French Open             | Mixed        | 1     | Peter Jeffrey / Sarah Hardaker   |
| 1997   | Mauritius International | Herrendoppel | 1     | Graham Hurrell / Peter Jeffrey   |
| 1997   | Mauritius International | Mixed        | 1     | Peter Jeffrey / Kirsteen McEwan  |
| 1998   | Czech International     | Herrendoppel | 1     | Graham Hurrell / Peter Jeffrey   |
| 1998   | Slovak International    | Herrendoppel | 1     | Graham Hurrell / Peter Jeffrey   |
| 1999   | Weltmeisterschaft       | Herrendoppel | 17    | Graham Hurrell / Peter Jeffrey   |
| 1999   | Welsh International     | Mixed        | 1     | Peter Jeffrey / Joanne Davies    |
| 2000   | Iceland International   | Herrendoppel | 1     | Peter Jeffrey / David Lindley    |
| 2000   | Scottish Open           | Herrendoppel | 1     | Peter Jeffrey / David Lindley    |
| 2001   | Spanish International   | Mixed        | 1     | Peter Jeffrey / Suzanne Rayappan |
| 2001   | Weltmeisterschaft       | Herrendoppel | 17    | Peter Jeffrey / David Lindley    |
| 2001   | Bulgarian International | Herrendoppel | 1     | Peter Jeffrey / Ian Palethorpe   |
| 2002   | Irish Open              | Mixed        | 1     | Peter Jeffrey / Suzanne Rayappan |
| 2002   | Dutch International     | Herrendoppel | 2     | Peter Jeffrey / Ian Palethorpe   |
| 2002   | Dutch International     | Mixed        | 1     | Peter Jeffrey / Suzanne Rayappan |
| 2004   | Iceland International   | Mixed        | 1     | Peter Jeffrey / Hayley Connor    |